# Ива Шамиссо
И́ва Шамиссо (лат. Salix chamissonis) — вид лиственных деревьев или кустарников из рода Ива (Salix) семейства Ивовые (Salicaceae).

## Распространение и экология
В природе ареал вида охватывает северные районы Восточной Сибири, российского Дальнего Востока и северные районы Северной Америки.
Произрастает в сухих, щебнистых, каменистых и лугово-альпийских тундрах и по субальпийским склонам и долинам.

## Ботаническое описание
Растение представляет собой распростёртый кустарничек с короткими, зеленовато-жёлтыми, восходящими, укореняющимися, голыми ветвями.
Прилистники полу-яйцевидные, железисто-пильчатые. Листья обратнояйцевидные, закруглённые или стянутые в остриё, железисто-пильчатые, тонкие, почти прозрачные, зелёные, снизу бледнее, с обеих сторон голые, на железистых черешках длиной 2—10 мм.
Серёжки боковые, слегка отклонённые, продолговато-цилиндрические, розовые, в основании довольно редкоцветные, длиной до 3—4 см. Прицветные чешуйки буровато-чёрные, островатые, серо-волосистые. Тычинки в числе двух, свободные, с чёрно-фиолетовыми пыльниками. Завязь коническая, острая, фиолетово-бурая; столбик удлинённый, нитевидный, цельный, бурый; рыльца двухраздельные, бурые.

## Значение и применение
Очень хорошо поедается северным оленем (Rangifer tarandus) .

## Таксономия
Вид Ива Шамиссо входит в род Ива (Salix) семейства Ивовые (Salicaceae) порядка Мальпигиецветные (Malpighiales).
|  |                                      |  |                                                             |                                                             |                  |  | ещё 36 семейств (согласно Системе APG II) | ещё 36 семейств (согласно Системе APG II) |                    |  |  |  | ещё более 500 видов |
|  |                                      |  |                                                             |                                                             |                  |  | ещё 36 семейств (согласно Системе APG II) | ещё 36 семейств (согласно Системе APG II) |                    |  |  |  | ещё более 500 видов |
|  |                                      |  |                                                             | порядок Мальпигиецветные                                    |                  |  |                                           |                                           | род Ива            |  |  |  |                     |
|  |                                      |  |                                                             | порядок Мальпигиецветные                                    |                  |  |                                           |                                           | род Ива            |  |  |  |                     |
|  | отдел Цветковые, или Покрытосеменные |  |                                                             |                                                             | семейство Ивовые |  |                                           |                                           | вид Ива Шамиссо    |  |  |  |                     |
|  | отдел Цветковые, или Покрытосеменные |  |                                                             |                                                             | семейство Ивовые |  |                                           |                                           |                    |  |  |  |                     |
|  |                                      |  | ещё 44 порядка цветковых растений (согласно Системе APG II) | ещё 44 порядка цветковых растений (согласно Системе APG II) |                  |  |                                           | ещё около 57 родов                        | ещё около 57 родов |  |  |  |                     |
|  |                                      |  |                                                             | ещё 44 порядка цветковых растений (согласно Системе APG II) |                  |  |                                           |                                           | ещё около 57 родов |  |  |  |                     |